# Onthophagus pupillatus
Onthophagus pupillatus är en skalbaggsart som beskrevs av Hermann Julius Kolbe 1886. Onthophagus pupillatus ingår i släktet Onthophagus och familjen bladhorningar. Inga underarter finns listade i Catalogue of Life.